# Serdos

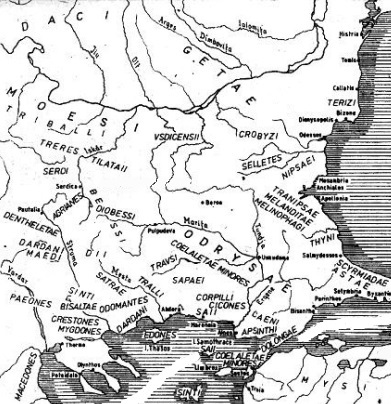
Migración de los Serdi a Tracia

Los serdos eran un grupo tribal celta que habitaron Tracia donde fueron asimilándose a lo largo de siglos aún manteniendo su peculiaridad cultural hasta fechas más tardías. Se establecieron en Sérdica, actualmente Sofía, probablemente durante una de las amplias migraciones célticas del siglo IV a. C., aunque no hay pruebas de su existencia anterior al siglo I a. C.